# Sorelle dei poveri di Santa Caterina da Siena
Le Sorelle dei Poveri di Santa Caterina da Siena sono un istituto religioso femminile di diritto pontificio: le suore di questa congregazione pospongono al loro nome la sigla S.d.P.

## Storia
L'istituto venne fondato a Siena da Savina Petrilli (1851-1923). Il 15 agosto 1873, con il permesso dell'arcivescovo Enrico Bindi, la Petrilli e tre sue compagne emisero la loro professione dei voti di povertà, obbedienza e castità. L'arcivescovo di Siena approvò la fraternità come congregazione di diritto diocesano e alle religiose venne consentito di iniziare a condurre vita comune.
Sorte soprattutto per l'educazione delle fanciulle, le Sorelle dei Poveri si diffusero rapidamente e assunsero la direzione dei manicomi di Volterra, Roma e Ceccano. Presto estesero il loro apostolato all'assistenza ospedaliera, al servizio nei seminari e a varie opere caritatevoli.
L'istituto ottenne il pontificio decreto di lode nel 1891: le sue costituzioni vennero provvisoriamente approvate dalla Santa Sede il 5 settembre 1899 e definitivamente il 17 giugno 1906.
La fondatrice è stata beatificata da papa Giovanni Paolo II nel 1988.

## Attività e diffusione
Le Sorelle dei Poveri di Santa Caterina da Siena si dedicano all'assistenza ospedaliera agli ammalati, al servizio nei seminari e ad altre opere di carità, soprattutto a favore dei più poveri.
Sono presenti in Argentina, Brasile, Ecuador, Filippine, India, Italia, Germania : la sede generalizia è a Roma.
Al 31 dicembre 2005 l'istituto contava 589 religiose in 87 case.